# Pretty Cure Splash Star
Futari wa Pretty Cure Splash★Star (яп. ふたりはプリキュア Splash★Star футари ва пурикюа супурассю сута:, неоф. рус. «Хорошенькое лекарство 3»), сокращ. PreCure Splash★Star или PuriKyua Supurashu★Suta — аниме-сериал в жанре «махо-сёдзё», созданный студией Toei Animation совместно с Asahi Broadcasting Corporation и транслировавшийся по японским телесетям Animax, TV Asahi и Asahi Broadcasting Corporation. Является второй частью серии Pretty Cure. В Splash Star сохранена оригинальная концепция первого сериала, но изменены персонажи и придуман новый сюжет. В декабре 2006 года был снят полнометранжный анимационный фильм Futari wa Precure Splash☆Star Tick Tack Kiki Ippatsu! (яп. ふたりはプリキュア スプラッシュ☆スター チクタク危機一髪!).
Открывающей композицией сериала является «Makasete Splash★Star» (яп. まかせて★スプラッシュ☆スター★ макасэтэ супусассю сута:) с исполнении Юки Утияё, а закрывающей — поочередно «Warau ga Kachi! de GO!» (яп. 「笑うが勝ち!」でGO! варау га кати дэ го:) и «Ganbalance de Dance» (яп. ガンバランスdeダンス ганбарансу дэ дансу) Маюми Годзё.

## Персонажи
Саки Хюга (яп. 日向咲 Хю:га Саки) / Кюа Блум/Кюа Брайт (яп. キュアブルーム/キュアブライト Кюа Буру:му/ Кюа Бурайто)
Одна из новых ПриКюа (Splash Star). Её альтер эго — Кюа Блум. Как и её предшественница, Мисуми Нагиса, Саки любит спорт, но не очень хорошо учится. Она обожает сладости и имеет большой аппетит. Саки мягкая личность, и у неё есть привычка говорить «zekkouchou», когда она волнуется. Она сохраняет здравомыслие даже в самых непредсказуемых сиутациях. Саки дружелюбна, и её оптимизм вселяет в людей радость.
Саки веселая спортивная девушка, член команды по софтболу девочек в средней школе Юнаги. Её семья заведует пекарней ПанПака, и поэтому Саки хорошо готовит, также она иногда развозит хлеб по заказам. У неё есть сестра по имени Минори, с которой она делит комнату. Саки с ней часто ссорится. Саки также влюблена в старшего брата Май, Кадзую, и краснеет, когда он рядом.
Сэйю: Ориэ Кимото
Май Мисё (яп. 美翔 舞 Мисё Маи) / Кюа Игрет/Кюа Винди (яп. キュアイーグレット/キュアウィンディ Кюа Игурето/Кюа Уинди)
Одна из новых ПриКюа (Splash Star). Её альтер эго — Кюа Игрет. В отличие от своей предшественницы, Хоноки Юкисиро, она предпочитает науке искусство и имеет более нежную и невинную натуру. Её отец - астроном, мать - археолог, а её брат, Кадзуя, мечтает стать в будущем космонавтом. Май с семьёй живёт в обсерватории.
Май очень наблюдательная и знающая девушка, поэтому она часто замечает тонкие детали, на которые другие не обращают внимание.
Сэйю: Ацуко Эномото